# Lee Je-hoon
Lee Je-hoon (hangul: 이제훈; rr: I Jehun; nascido em 4 de julho de 1984) é um ator sul-coreano. Ele iniciou sua carreira artística em filmes independentes, depois também migrou para filmes comerciais como The Front Line (2011), Architecture 101 (2012) e My Paparotti (2013), bem como séries de televisão como Fashion King (2012), Secret Door (2014), Signal (2016), Tomorrow, with You (2017) e Where Stars Land (2018).

## Carreira

### 2007–2010: Primeiros anos de atuação
Quando Lee Je-hoon percebeu que queria atuar, ele largou o curso de Biotecnologia na Universidade da Coreia e foi transferido para a Escola de Drama da Universidade Nacional de Artes da Coreia. De 2006 a 2010, Lee apareceu em mais de 18 curtas estudantis e filmes independentes, mais notavelmente no romance queer de amadurecimento Just Friends?. Ele também apareceu como figurante em uma série de filmes comerciais, incluindo o suspense erótico The Servant e a comédia romântica Finding Mr. Destiny.

### 2011–2012: Crescimento de popularidade
Lee conquistou popularidade em 2011. Ele recebeu elogios da crítica por suas atuações como um homem manipulador no filme independente Bleak Night e como um líder de esquadrão viciado em morfina no filme de guerra The Front Line. Ele ganhou popularidade como um tímido estudante universitário ansiando por seu primeiro amor no sucesso de bilheteria Architecture 101, e embora o drama televisivo Fashion King tenha sido mal recebido, seu papel como um jovem herdeiro chaebol da indústria da moda coreana, mostrou ainda mais sua versatilidade.
Em seguida, Lee estrelou a comédia dramática My Paparotti, que enfoca a relação especial entre um membro de uma gangue do ensino médio e o professor de música que o ajuda a perseguir seu sonho de cantar. Em seguida, ele estrelou Ghost Sweepers, foi a voz de Jack Frost para o lançamento coreano do filme de animação 3D Rise of the Guardians, e apareceu no suspense policial An Ethics Lesson.

### 2012–presente: Alistamento e retorno à atuação
Lee se alistou em 25 de outubro de 2012 no serviço militar obrigatório, como um membro da polícia de choque da Agência Metropolitana de Seul. Sua dispensa ocorreu em 24 de julho de 2014. Para seu projeto de retorno, Lee escolheu um drama de época, sobre o príncipe herdeiro Sado, que foi polêmicamente executado por seu pai. Este título foi seguido pelo filme Phantom Detective, uma versão moderna do herói homônimo Hong Gil-dong.

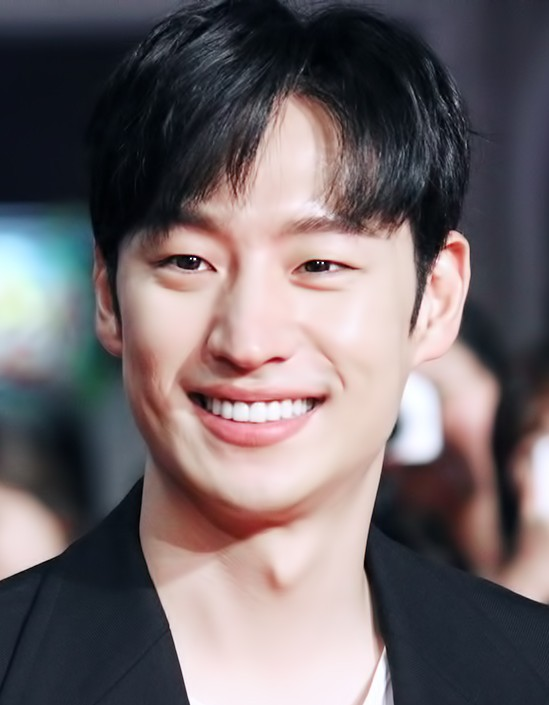
Lee em setembro de 2016

Em 2016, Lee estrelou o drama policial de fantasia Signal, que foi bem-sucedida tanto crítica quanto comercialmente. Em 2017, protagonizou o drama de romance de fantasia Tomorrow, with You, interpretando um viajante do tempo. Ele então estrelou o filme de drama biográfico Anarchist from Colony, interpretando um anarquista autoproclamado e ativista revolucionário. No mesmo ano, Lee estrelou o filme I Can Speak, como um funcionário público que também ensina inglês.
Em 2018,  Lee foi escalado para o filme Time to Hunt.  No mesmo ano, protagonizou o melodrama com tema de aeroporto, Where Stars Land e tornou-se ao lado de sua co-estrela Chae Soo-bin, os embaixadores honorários do Aeroporto Internacional de Incheon. No ano seguinte, ele filmou o programa de viagens Traveller, junto com Ryu Jun-yeol, onde os dois desfrutam de férias como mochileiros em Cuba. Lee ainda foi escalado para o filme Tomb Robbery.
Durante o ano de 2020, Lee estrelou o filme de suspense de ação distópico Time to Hunt, lhe rendendo uma indicação ao Baeksang Arts Awards. Além dele, protagonizou o filme Collectors.

## Filmografia

### Cinema
| Ano  | Título em inglês         | Título coreano               | Papel                           | Notas                                                           |
| ---- | ------------------------ | ---------------------------- | ------------------------------- | --------------------------------------------------------------- |
| 2007 | They Live by Night       | 밤은 그들만의 시간           | Private Shin                    | Curta-metragem                                                  |
| 2007 | Placebo                  |                              |                                 | Curta-metragem                                                  |
| 2007 | Small Town Rivals        | 이장과 군수                  | Amigo de Chun-sam               |                                                                 |
| 2008 | Ah Man                   | 아, 맨                       |                                 | Curta-metragem                                                  |
| 2008 | Holy Vacation            | 숭고한 방학                  | Kang Young-woon                 | Curta-metragem                                                  |
| 2009 | Just Friends?            | 친구사이?                    | Seok-i                          | Curta-metragem                                                  |
| 2009 |                          | 언어생활                     | Kyung-min                       | Curta-metragem                                                  |
| 2009 | When Winter Comes        | 겨울이 온다                  |                                 | Curta-metragem                                                  |
| 2009 | The Pit and the Pendulum | 약탈자들                     | Sang-tae jovem                  |                                                                 |
| 2010 | The Influence            | 인플루언스                   | Sunjong                         | [ 38 ]                                                          |
| 2010 | The Servant              | 방자전                       | Criador de Hanbok               |                                                                 |
| 2010 | Finding Mr. Destiny      | 김종욱 찾기                  | Woo-hyung                       |                                                                 |
| 2010 | Maldives Express         | 몰디브 환상특급              | Eun-seok                        | Curta-metragem                                                  |
| 2010 | A Dog Came Into My Flash | 나의 플래시 속으로 들어온 개 | Son/Homen de vinte alguma coisa | Curta-metragem                                                  |
| 2010 | Miss Communication       | 미쓰 커뮤니케이션            | Designer de livro masculino     | Curta-metragem                                                  |
| 2010 | Ghost (Be With Me)       | 귀 鬼                        | Kim Se-young                    | Segmento: "Tarot 3. The Unseen"                                 |
| 2011 | Bleak Night              | 파수꾼                       | Ki-tae                          |                                                                 |
| 2011 | The Front Line           | 고지전                       | Capitão Shin Il-young           |                                                                 |
| 2012 | Architecture 101         | 건축학개론                   | Lee Seung-min no passado        |                                                                 |
| 2012 | Ghost Sweepers           | 점쟁이들                     | Suk-hyun                        |                                                                 |
| 2012 | Rise of the Guardians    |                              | Jack Frost (voz)                | Animação; dublagem coreana                                      |
| 2013 | An Ethics Lesson         | 분노의 윤리학                | Kim Jung-hoon                   |                                                                 |
| 2013 | My Paparotti             | 파파로티                     | Lee Jang-ho                     |                                                                 |
| 2013 |                          | 늦은 후...愛                 |                                 | Curta-metragem (SMPA PSA); creditado como assistente de direção |
| 2016 | Phantom Detective        | 탐정 홍길동: 사라진 마을     | Hong Gil-dong                   |                                                                 |
| 2017 | Anarchist from Colony    | 박열                         | Park Yeol                       |                                                                 |
| 2017 | I Can Speak              | 아이 캔 스피크               | Park Min-jae                    |                                                                 |
| 2018 | Earth: One Amazing Day   | 지구: 놀라운 하루            | Narrador                        | Documentário BBC                                                |
| 2020 | Time to Hunt             | 사냥의 시간                  | Joon-seok                       |                                                                 |
| 2020 | Collectors               | 도굴                         | Kang Dong-goo                   |                                                                 |

### Televisão
| Ano  | Título em inglês   | Título coreano | Papel          | Emissora | Notas                  |
| ---- | ------------------ | -------------- | -------------- | -------- | ---------------------- |
| 2010 | Three Sisters      | 세자매         | Kim Eun-gook   | SBS      | Estreia na televisão   |
| 2012 | Fashion King       | 패션왕         | Jung Jae-hyuk  | SBS      |                        |
| 2014 | Secret Door        | 비밀의 문      | Yi Sun         | SBS      |                        |
| 2016 | Signal             | 시그널         | Park Hae-young | tvN      |                        |
| 2017 | Tomorrow, with You | 내일 그대와    | Yoo So-joon    | tvN      |                        |
| 2018 | Where Stars Land   | 여우각시별     | Lee Soo-yeon   | SBS      |                        |
| 2019 | DMZ – Prologue     | DMZ 프롤로그   | Narrador       | JTBC     | Série de documentários |
| 2020 | Hot Stove League   | 스토브리그     | Lee Je-hoon    | SBS      | Participação (Ep. 16)  |
| 2021 | Taxi Driver        | 모범택시       | Kim Do-gi      | SBS      | [ 44 ]                 |
| 2021 | Move to Heaven     | 무브 투 헤븐   | Jo Sang-goo    | Netflix  |                        |
| 2021 | Unframed           | 언프레임드     |                | Watcha   | [ 45 ]                 |

### Programas de variedades
| Year | Title                 | Network | Notes                                         | Ref.   |
| ---- | --------------------- | ------- | --------------------------------------------- | ------ |
| 2016 | Running Man           | SBS     | Participação com Kim Sung-Kyun e Go Ara       |        |
| 2018 | 2018 SBS Drama Awards | SBS     | Apresentador com Shin Dong-yup e Shin Hye-sun | [ 46 ] |
| 2019 | Traveler              | JTBC    | Membro do elenco com Ryu Jun-yeol             | [ 47 ] |
| 2019 | 1919-2019, Memories   | MBC     | Narrador (episódio 7 de Ahn Jung-geun)        | [ 48 ] |

### Participações em vídeos musicais
| Ano  | Título da canção | Artista(s)                                            | Ref.   |
| ---- | ---------------- | ----------------------------------------------------- | ------ |
| 2015 | "Home"           | Brown Eyed Soul                                       |        |
| 2019 | "With You"       | Crush                                                 |        |
| 2020 | "Reconnect"      | Code Kunst, Simon Dominic e Choi Jung-hoon de Jannabi | [ 49 ] |

## Títulos de embaixador da boa vontade
- Embaixador Honorário da Academia de Artes Cinematográficas da Coreia (KAFA) em 2016 pelo Conselho de Cinema da Coreia[50]
- Embaixador Honorário dos Direitos Humanos da Agência Nacional de Polícia da Coreia em 2016[51]
- Embaixador Honorário da Oxfam Coreia de 2016[52]
- Embaixador Honorário da Bienal de Arquitetura e Urbanismo de Seul em 2017.[53]

## Prêmios e indicações
| Ano  | Prêmio                                        | Categoria                                                             | Trabalho indicado                  | Resultado | Ref.   |
| ---- | --------------------------------------------- | --------------------------------------------------------------------- | ---------------------------------- | --------- | ------ |
| 2011 | Buil Film Awards                              | Melhor Bem Vestido                                                    | —                                  | Venceu    | [ 54 ] |
| 2011 | Buil Film Awards                              | Melhor Ator Revelação                                                 | The Front Line                     | Venceu    | [ 54 ] |
| 2011 | Korean Association of Film Critics Awards     | Melhor Ator Revelação                                                 | The Front Line                     | Venceu    | [ 55 ] |
| 2011 | Grand Bell Awards                             | Melhor Ator Revelação                                                 | The Front Line                     | Indicado  |        |
| 2011 | Grand Bell Awards                             | Melhor Ator Revelação                                                 | Bleak Night                        | Venceu    | [ 56 ] |
| 2011 | Blue Dragon Film Awards                       | Melhor Ator Revelação                                                 | Bleak Night                        | Venceu    | [ 57 ] |
| 2011 | Cine 21 Awards                                | Melhor Ator Revelação                                                 | Bleak Night                        | Venceu    | [ 58 ] |
| 2011 | Korean Culture and Entertainment Awards       | Melhor Ator Revelação                                                 | Bleak Night                        | Venceu    | [ 59 ] |
| 2012 | KOFRA Film Awards                             | Melhor Ator Revelação                                                 | Bleak Night                        | Venceu    | [ 60 ] |
| 2012 | Asian Film Awards                             | Melhor Ator Revelação                                                 | The Front Line                     | Indicado  |        |
| 2012 | Baeksang Arts Awards                          | Melhor Ator Revelação (Cinema)                                        | Architecture 101                   | Indicado  |        |
| 2012 | Mnet 20's Choice Awards                       | Estrela de Cinema Masculino                                           | Architecture 101                   | Venceu    | [ 61 ] |
| 2012 | Bucheon International Fantastic Film Festival | Prêmio Fantasia                                                       | Architecture 101                   | Venceu    | [ 62 ] |
| 2014 | Jecheon International Music & Film Festival   | Melhor Ator em Filme de Música                                        | My Paparotti                       | Venceu    | [ 63 ] |
| 2014 | CGV Arthouse Opening Ceremony                 | Placa de Estrela em Ascensão em Filme Independente                    | Bleak Night                        | Venceu    | [ 64 ] |
| 2014 | SBS Drama Awards                              | Prêmio de Excelência Superior, Ator em Drama Serial                   | Secret Door                        | Venceu    | [ 65 ] |
| 2014 | SBS Drama Awards                              | Top 10 Estrelas                                                       | Secret Door                        | Venceu    | [ 65 ] |
| 2016 | tvN10 Awards                                  | Melhor Ator                                                           | Signal                             | Indicado  |        |
| 2016 | tvN10 Awards                                  | Prêmio de Escolha do PD, Drama                                        | Signal                             | Venceu    | [ 66 ] |
| 2016 | The Korea Film Actors Association             | Prêmio de Estrela Popular                                             | Phantom Detective                  | Venceu    | [ 67 ] |
| 2016 | Cine Icon: KT&G Actor / Actress Event         | Ícone do Ano                                                          | Phantom Detective                  | Venceu    |        |
| 2016 | KAFA 10th Anniversary Award                   | Prêmio de Mérito Ator Especial                                        | Bleak Night                        | Venceu    | [ 68 ] |
| 2017 | Buil Film Awards                              | Melhor Ator                                                           | Anarchist from Colony              | Indicado  |        |
| 2017 | Grand Bell Awards                             | Melhor Ator                                                           | Anarchist from Colony              | Indicado  |        |
| 2017 | BIFF com Marie Claire Asia Star Awards        | Prêmio de Estrela da Ásia                                             | Anarchist from Colony              | Venceu    | [ 69 ] |
| 2017 | Korea Youth Film Festival                     | Grande Prêmio                                                         | Anarchist from Colony              | Venceu    | [ 70 ] |
| 2017 | Amnesty International Awards                  | Prêmio Especial                                                       | I Can Speak                        | Venceu    | [ 71 ] |
| 2018 | Golden Cinema Film Festival                   | Prêmio de Popularidade, Ator                                          | I Can Speak                        | Venceu    | [ 72 ] |
| 2018 | Resistance Film Festival in Korea             | Melhor Ator                                                           | Anarchist from Colony, I Can Speak | Venceu    | [ 73 ] |
| 2018 | SBS Drama Awards                              | Prêmio de Excelência Superior, Ator em Drama de Segunda e Terça-feira | Where Stars Land                   | Venceu    | [ 74 ] |
| 2019 | Taxpayers' Day                                | Condecoração Presidencial                                             | —                                  | Venceu    | [ 75 ] |
| 2020 | Baeksang Arts Awards                          | Melhor Ator (Cinema)                                                  | Time to Hunt                       | Indicado  | [ 76 ] |